# Gesche Gottfried

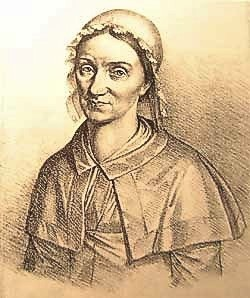
Gesche Gottfried, Detail, Lithographie von Rudolph Suhrlandt, 1829

Gesche Margarethe Gottfried, geborene Timm (* 6. März 1785 in Bremen; † 21. April 1831 ebenda), war eine Serienmörderin, die durch Arsenik 15 Menschen vergiftete. Was sie zu diesen Taten trieb, ist bis heute unklar. Bevor bekannt wurde, dass sie für die Morde verantwortlich war, galt Gesche Gottfried in ihrer Umgebung als „Engel von Bremen“. An Gesche Gottfried wurde die letzte öffentliche Hinrichtung in Bremen vollzogen. An die Hinrichtung erinnert der Spuckstein auf dem Domshof in Bremen. Unter anderem griff Rainer Werner Fassbinder mit der Verfilmung und dem Theaterstück Bremer Freiheit den Fall auf.

## Leben
Gesche Margarethe Timm war die Tochter des Schneidermeisters Johann Timm und der Wollnäherin Gesche Margarethe Timm. Sie hatte einen Zwillingsbruder namens Johann. Gesche besuchte die Klippschule, danach die Ansgarii-Kirchspielschule und ging ab 1798 zum lutherischen Religionsunterricht am Dom. Sie war ordnungsliebend und fleißig, nahm Tanz- und Französischunterricht und galt als etwas eitel. Die Familie lebte in bescheidenen Verhältnissen.
1806 heiratete sie den wohlhabenden, aber leichtlebigen Sattlermeister Johann Miltenberg, dessen Frau gerade gestorben war. Durch diese Ehe stieg sie in gutbürgerliche Verhältnisse auf. Sie bekam fünf Kinder, von denen drei zunächst am Leben blieben: Adelheid (1809–1815), Heinrich (1810–1815) und Johanna (1812–1815).
Miltenberg führte „ein liederliches Leben in Kneipen und Bordellen“ und verlor so das väterliche Vermögen. Nach dem Tod ihres Mannes 1813 verarmte Gesche. Es bot sich ihr die Möglichkeit, ihren langjährigen Liebhaber, den Weinhändler Michael Christoph Gottfried, zu heiraten – er versprach ihr 1817 die Ehe auf dem Sterbebett. Das gemeinsame Kind, mit dem Gesche schwanger war, kam im selben Jahr als Totgeburt zur Welt. Gesche Gottfried trat ein kleines Erbe an, lebte aber verschwenderisch. 1821 verkaufte sie auf Grund permanenten Geldmangels ihr Haus in der Pelzerstraße 37 und zog in die Obernstraße. 1822 unternahm sie eine Reise nach Stade. Nachdem sie nach Bremen zurückgekehrt war, verlobte sie sich mit dem Modewarenhändler Paul Thomas Zimmermann. Dieser starb 1823 noch vor der Heirat, bedachte Gottfried jedoch in seinem Testament.
1824 zog Gottfried aus der Obernstraße zurück in ihr altes Haus in der Pelzerstraße, das mittlerweile vom Rademachermeisterehepaar Wilhelmine und Johann Christoph Rumpff erworben worden war. Gesche arbeitete bei ihnen gegen Kost und Logis als Haushaltshilfe. Die Dame des Hauses starb bald darauf. 1827 fuhr Gesche Gottfried nach Hannover, um ihren alten Freund Friedrich Kleine zu treffen. Er war einer ihrer Gläubiger und sie musste ihm Geld zurückzahlen, das sie nicht hatte. Wenig später war er tot.

### Die Morde
Um 1812 hatte Gottfried von ihrer Mutter eine Papiertüte mit Arsenikpulver geschenkt bekommen, um damit eine angebliche Mäuseplage zu bekämpfen. Mit diesem Arsenik tötete Gesche Gottfried acht Menschen und verletzte viele schwer, da sie auch wahllos kleinere, nichttödliche Portionen verteilte. Nach dem achten Mord 1817 war das Gift verbraucht. Es dauerte sechs Jahre, bis sie sich von ihrer Magd und Freundin Beta Schmidt (einem späteren Opfer) „Mäusebutter“ aus der Apotheke holen ließ. Mäusebutter besteht zu zwei Anteilen aus Butterschmalz und einem Teil Arsenik. Mit der Mäusebutter brachte sie weitere sieben Personen um.
Teile der Bremer Bevölkerung schätzten Gottfried sehr und bedauerten die vielen vermeintlichen Unglücksfälle in der Familie. Sie nahmen Anteil und gaben der Mörderin den Beinamen „Engel von Bremen“, da sie sich rührend um ihre dahinsiechenden Verwandten und Freunde kümmerte.
Erste Mordserie:
1. 01. Oktober 1813: Johann Miltenberg (erster Ehemann)
2. 02. Mai 1815: Gesche Margarethe Timm (Mutter)
3. 10. Mai 1815: Johanna Miltenberg (Tochter)
4. 18. Mai 1815: Adelheid Miltenberg (Tochter)
5. 28. Juni 1815: Johann Timm (Vater)
6. 22. September 1815: Heinrich Miltenberg (Sohn)
7. 01. Juni 1816: Johann Timm (Bruder)
8. 05. Juli 1817: Michael Christoph Gottfried (zweiter Ehemann)

Sechs Jahre Pause
Zweite Mordserie:
1. 01. Juni 1823: Paul Thomas Zimmermann (Verlobter)
2. 21. März 1825: Anna Lucia Meyerholz (Musiklehrerin, Freundin)
3. 05. Dezember 1825: Johann Mosees (Nachbar, Freund, Berater)
4. 22. Dezember 1826: Wilhelmine Rumpff (Vermieterin)
5. 13. Mai 1827: Elise Schmidt (dreijährige Tochter von Beta Schmidt)
6. 15. Mai 1827: Beta Schmidt (Freundin, Magd)
7. 24. Juli 1827: Friedrich Kleine (Freund, Gläubiger; in Hannover ermordet)

### Enttarnung und Haft
Gesche Gottfried verteilte weiter kleine, nichttödliche Dosen Gift. Ihr Vermieter, Johann Christoph Rumpff, wurde jedoch mit der Zeit misstrauisch und auch in der Stadt kursierten immer mehr Gerüchte über die zahlreichen Todesfälle. Als Rumpff eines Tages in einem Schinken kleine weiße Körner entdeckte, ließ er diese von seinem Arzt Gottfried Wilhelm Luce (1795–1857), der bereits einige der Mordopfer selbst untersucht hatte, bestimmen. Es stellte sich heraus, dass es sich bei den Kügelchen um Arsenik handelte. Damit war die Giftmörderin Gesche Gottfried enttarnt. Am Abend des 6. März 1828 – ihres Geburtstages – wurde sie verhaftet und ins Stadthaus gebracht, am 13. Mai 1828 in das neue Detentionshaus am Ostertor überführt. Von Augenzeugen wurde Gesche Gottfried zu jener Zeit als sehr verwirrt und verängstigt beschrieben.
In den annähernd drei Jahren, die sie im Detentionshaus verbrachte, wurde sie regelmäßig von Senator Franz Friedrich Droste, dem Untersuchungsrichter, verhört. Gerichtssekretär Johann Eberhart Noltenius protokollierte die Verhöre. Gottfried berichtete von ihren Taten, aber auch von den Ängsten, die sie dabei plagten. Die Justizbeamten der Stadt und auch ihr Verteidiger Friedrich Leopold Voget (1796–1840) versuchten, ihre Handlungen zu verstehen. Während der Haft soll Gottfried mehrere Male erwogen haben, sich selbst mit Mäusebutter, die sie in das Gefängnis geschmuggelt hatte, umzubringen. Sie traute sich jedoch nicht, da sie sich vor den Schmerzen und den Leiden fürchtete, die sie bei ihren Opfern miterlebt hatte.
In diesen drei Jahren bildete sich zwischen Gottfried und dem Senator Droste eine fast freundschaftliche Beziehung. So sagte Droste ihr am Tag vor der Hinrichtung, dass er sie all die Monate lächelnd und glücklich angesehen habe, dass er aber nun auf dem Schafott ernst blicken müsse, wie es das Protokoll vorschreibe. Das sei aber nicht gegen sie gerichtet, sondern notwendig. Sie solle ihn freundlich in Erinnerung behalten. Sie würden sich im Himmel wiedersehen.

### Motive
Über die Mordmotive der Gesche Gottfried wurde viel diskutiert. Man kam jedoch zu keinem abschließenden Ergebnis, weil die Angeklagte selbst keine wirklichen Gründe angeben konnte und der Antrag ihres Verteidigers auf ein psychiatrisches Gutachten von Bremer und Lübecker Richtern abgewiesen wurde. Wichtigste Quellen sind also die Verteidigungsschrift ihres Verteidigers Friedrich Leopold Voget und sein wenige Jahre später veröffentlichtes biografisches Buch über Gesche Gottfried. Beide Werke des Autors widersprechen sich allerdings gerade bezüglich der Motive.
Die Biografie legt dar, dass die Motive Gesche Gottfrieds selbstsüchtiger Natur gewesen seien, weil ihr Ehemann Johann Miltenberg einer Liebesbeziehung und einer Ehe mit Michael Christoph Gottfried im Wege gestanden habe. Auch die Eltern seien umgebracht worden, weil sie der Beziehung und einer Ehe ablehnend gegenübergestanden hätten. Die Kinder hätten sterben müssen, weil sie den Eindruck gehabt habe, Gottfried wolle sie ihretwegen nicht heiraten. Spätere Morde seien aus finanziellen Gründen erfolgt.
Dem steht die Darstellung Vogets als Verteidiger gegenüber. Als solcher negiert er diese Motive und legt dar, dass Gottfrieds erster Ehemann der Liebesbeziehung nicht ablehnend gegenübergestanden, sondern sie vielmehr zugelassen habe. Auch das Verhältnis der Eltern zu ihr sei zu liebevoll und eng gewesen, als dass sie im Weg gestanden haben könnten. Die finanziellen Vorteile der Taten seien eher geringfügig und zum Teil nicht vorhanden gewesen. Stattdessen betont Voget, dass Gesche Gottfried einen inneren Drang zu Giftmorden verspürt habe. Er stützt sich dabei auf Gottfrieds eigene Aussagen, vor allem bei den späteren Morden einen Drang zum Töten verspürt zu haben. Die Anklage interpretierte diese Schilderungen seinerzeit als ein Bedürfnis Gottfrieds, die Kontrolle über das Leben ihrer Opfer zu haben.
Die nach dem Ende des Prozesses herausgegebene Biografie ist allerdings trotz eines entgegenstehenden Vorworts Vogets keine psychologische Darstellung, sondern als Moralschrift eines zu tiefen religiösen Vorstellungen neigenden Mannes zu verstehen und weist alle Merkmale einer solchen Schrift auf. In den Vordergrund werden Selbstsucht und Sündhaftigkeit von Gesche Gottfried gestellt. Leumundsaussagen, auf die sich Voget in seiner Verteidigung berufen hatte, werden auf Heuchelei Gesche Gottfrieds zurückgeführt. Relativ kleine Ereignisse werden als Vorboten des Verbrechens interpretiert.
Im 18. und 19. Jahrhundert ging die Kriminologie allgemein davon aus, Giftmord sei ein typisches Frauendelikt, weil Frauen wegen körperlicher Schwäche keine anderen Gewaltdelikte begehen könnten. Der Jurist und einer der ersten Kriminalpsychologen, Paul Johann Anselm von Feuerbach (1775–1835), vertrat in seiner Biographie der nach Gesche Gottfried berühmtesten deutschen mehrfachen Giftmörderin, Anna Margaretha Zwanziger, geb. Schönleben (1760–1811) aus Nürnberg, die Auffassung, es sei das Gefühl oder sogar die Sucht bzw. der Rausch der geheimen Macht über Menschen und über Leben und Tod, das zur Wiederholung eines erfolgreichen Giftmordes führe.

### Prozess und Verurteilung
Rechtshistorisch fand der Prozess gegen Gesche Gottfried am Übergang zwischen dem frühneuzeitlichen, von der Carolina aus dem 16. Jahrhundert bestimmten Strafprozess zum modernen Strafprozess statt. So berief sich die Verteidigung auf die strengen Beweisregeln der Carolina, während sich die Anklage unter Johann Carl Friedrich Gildemeister auf den modernen Grundsatz der freien Beweiswürdigung stützte. Es war einer der ersten Prozesse weltweit, in denen sich die Strafverteidigung auf die Schuldunfähigkeit der Angeklagten berief. Die Anklage und das Gericht verwarfen diesen Einwand mit der später von Gerichten des angelsächsischen Raumes entwickelten Formel, dass Gesche Gottfried gewusst habe, was sie tat, und dass sie Unrecht begangen hatte.
Bei der Urteilsverkündung wurde so entschieden, wie allgemein erwartet: Tod durch das Schwert. Das Urteil wurde vom Oberappellationsgericht in Lübeck bestätigt.

### Hinrichtung
Am 21. April 1831 gegen 8 Uhr wurde die abgemagerte und früh gealterte Gesche Gottfried mit einem Pferdewagen vom Gefängnis abgeholt und zum Domshof gefahren, wo bereits etwa 35.000 Zuschauer rund um das Schafott warteten. Sie wurde auf das Holzgerüst geführt, wo ihr der vorsitzende Richter noch einmal das Urteil vorlas. Dann zerbrach Senator Droste einen Holzstab als Symbol dafür, dass das Urteil rechtskräftig sei (→ Gerichtsstab). Anschließend wurde der Angeklagten noch ein Glas Rotwein gereicht, doch Gottfried nippte nur daran und reichte dann jedem einzelnen Richter die Hand. Wenig später wurde sie auf dem Stuhl festgeschnallt. Sie fing an zu beten. Ein Assistent fasste ihre Haare, um den Kopf in die Höhe zu ziehen. Wenige Augenblicke später beendete der Scharfrichter das Leben der Gesche Margarethe Gottfried.
Der abgeschlagene Kopf wurde noch einmal herumgezeigt, dann wurde der Körper in einen Sarg gelegt und im Pathologischen Institut der Bremer Krankenanstalten (heute Klinikum Bremen-Mitte) skelettiert und bis 1912 in einem Schrank aufbewahrt. Während des Ersten Weltkrieges brannte das damalige Pathologische Institut ab und die letzten sterblichen Überreste wurden vernichtet.
Es war die letzte öffentliche Hinrichtung in Bremen.

## Nachleben und Erinnerung

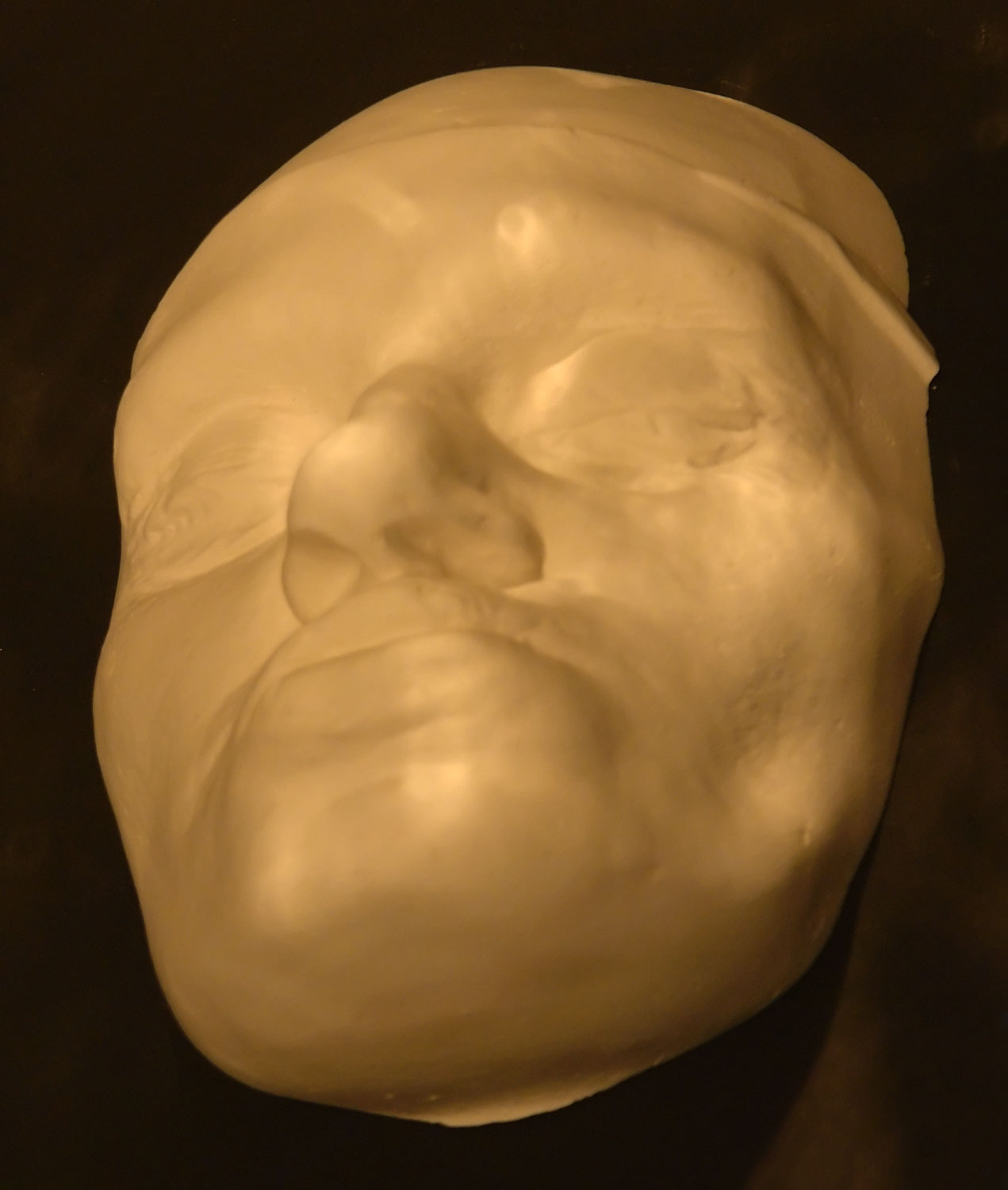
Totenmaske aus dem Focke-Museum

Nach der Enthauptung wurden vom Kopf Abdrücke genommen und davon weitere Totenmasken angefertigt, die nach England und Frankreich gelangten. Die Abgüsse dienten zum Studium der Physiognomie von Straftätern, eine zu dieser Zeit gängige Praxis. Der Bremer Abguss ging im Verlauf des Zweiten Weltkrieges verloren, ebenso wie der echte Kopf der Gesche Gottfried, der in Formaldehyd eingelegt war. 2005 erhielt das Bremer Focke-Museum (Museum für Kunst- und Kulturgeschichte) eine Kopie der Totenmaske aus dem Bestand des Gefängnisarztes im englischen Winchester. Sie wird im Schaumagazin unter „Z“ wie „Zu Grabe tragen“ ausgestellt. Im Focke-Museum sind auch drei Porträts der Giftmischerin zu sehen.
Im Stadtteil Gröpelingen, in dem Kleingartengebiet In den Wischen, wurde der Gesche-Gottfried-Weg nach ihr benannt.

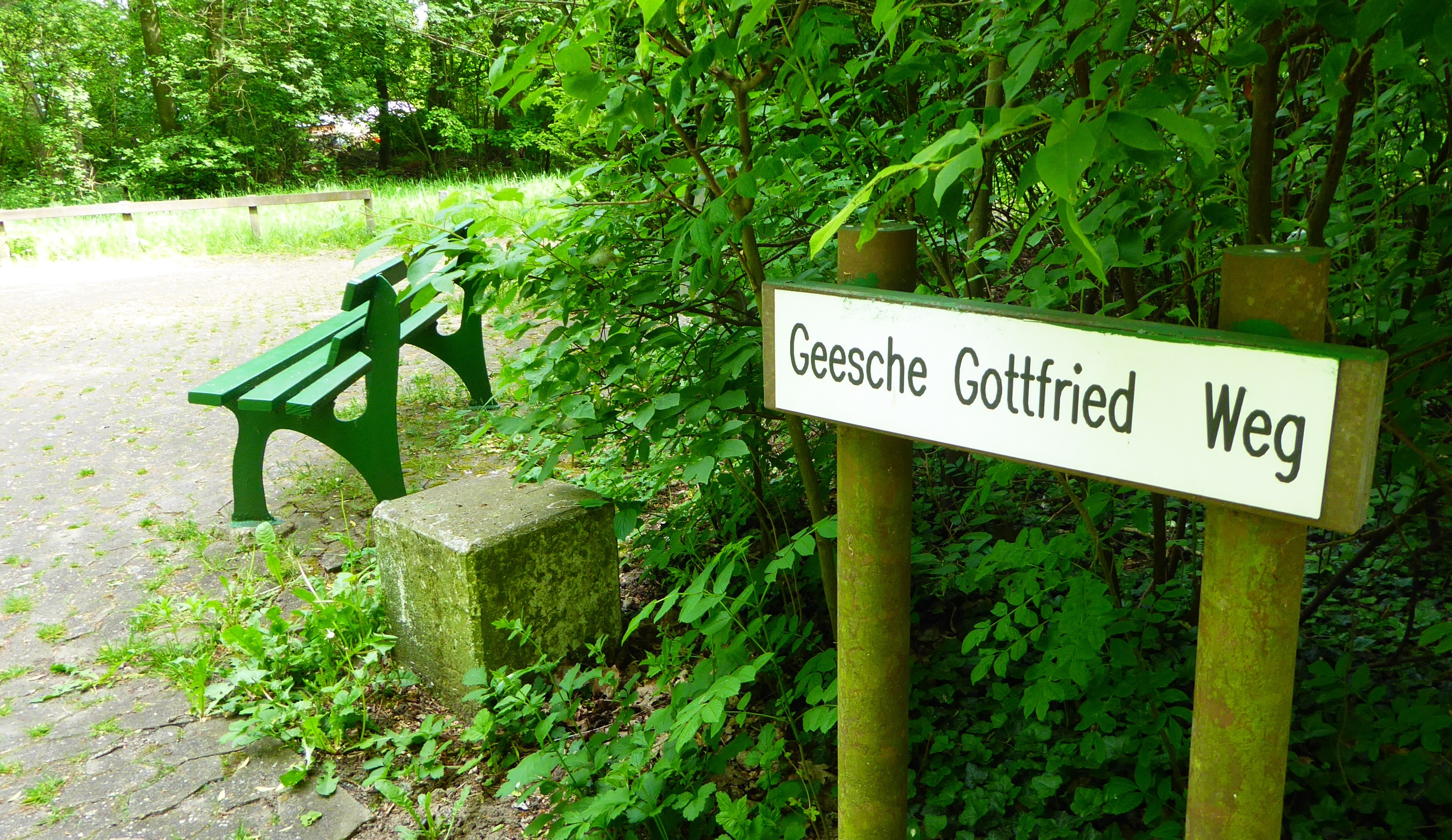
Gesche-Gottfried-Weg in Gröpelingen in den Wischen

### Spuckstein

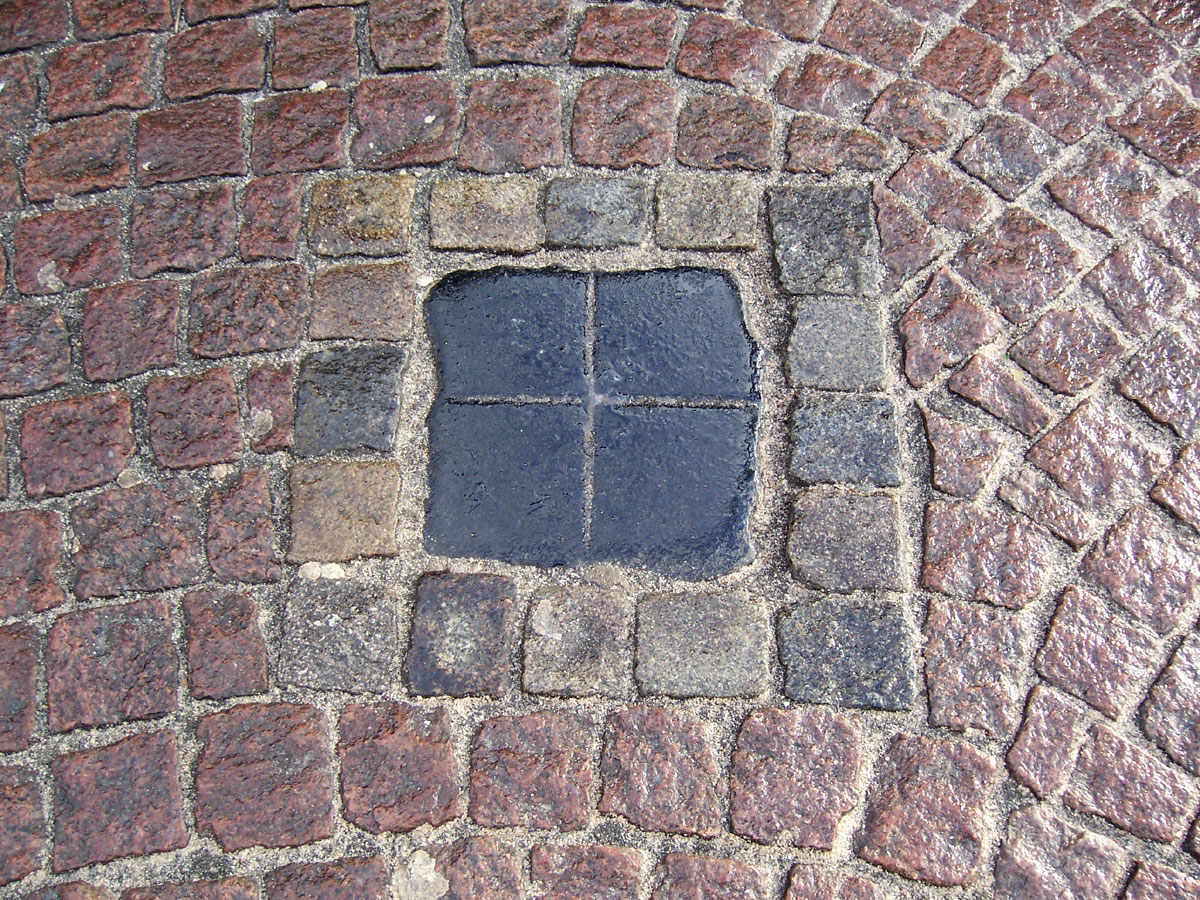
„Spuckstein“ am Bremer Dom

Der „Spuckstein“, ein unscheinbarer Basaltstein mit eingekerbtem Kreuz, der genau 18 Meter gegenüber dem Brautportal an der Nordseite des Bremer Doms in den Domshof eingepflastert ist, erinnert an das Ende von Gesche Gottfried. Hier soll das Schafott gestanden haben, auf dem sie bei der letzten öffentlichen Hinrichtung in Bremen enthauptet wurde. Eine andere Version besagt, dass der heruntergefallene Kopf der Giftmörderin an diese Stelle gerollt und schließlich liegen geblieben sein soll.
1931 ließ der Senat den Stein herausnehmen und ins Focke-Museum bringen, nachdem Reichsbannerleute das Kreuz zu einem Hakenkreuz verändert hatten. Später wurde der Stein abgeschliffen, mit einem neuen Kreuz versehen und wieder eingesetzt. Noch heute äußern manche Bremer und Touristen im Vorbeigehen ihre Abscheu vor den Morden mit Ausspeien auf diesen Stein. Bei Stadtführungen machen Bremens Gästeführer gerne Station am Spuckstein und erzählen am mutmaßlichen Ort der Enthauptung die „schaurige Geschichte der legendären Mörderin Gesche Gottfried, die fünfzehn Menschen mit Arsen vergiftete“.

## Nachwirkung
Verfilmungen
- Bremer Freiheit (1972), Fernsehfilm von Rainer Werner Fassbinder und Dietrich Lohmann
- Fru Geesches frihed (1973), Dänische Fernsehadaption des Fassbinder-Theaterstücks von Palle Kjærulff-Schmidt
- Gesche Gottfried (1978), von Karl Fruchtmann mit Sabine Sinjen[11]
- Gesches Gift (1996), von Walburg von Waldenfels
- Effigie – Das Gift und die Stadt (2019), von Udo Flohr mit Suzan Anbeh[12]

Theaterstücke
- Bremer Freiheit, von Rainer Werner Fassbinder (1971)
- Die Verhöre der Gesche Gottfried von Peer Meter (UA 1996), ISBN 3-9804586-4-4
- Herz aus Gift von Andrea Funk (2012)[13]

Oper
- Bremer Freiheit, von Adriana Hölszky, Libretto von Thomas Körner basierend auf dem gleichnamigen Theaterstück von R. W. Fassbinder (1988)

Hörspiel
- Engel von Bremen, von Carl Ceiss (Regie: Ulrich Lampen Produktion: RB/SR 2009), Teil des True-Crime-Hörspiel-Podcasts Dunkle Seelen – präsentiert von Lydia Benecke (2023)
- Die Verhöre der Gesche Gottfried von Peer Meter (Regie: Markus Hahn, Produktion: A. S. Theater & Film Ltd. Berlin 2012) ISBN 978-3-00-040300-2

Musik
- Die Band Jennifer Rostock nimmt in „Blut geleckt“ von ihrem Debütalbum „Ins offene Messer“ lyrisch Bezug auf die Taten von Gesche Gottfried.
- Die Bremer Punkband Adelheid Streidel Experience veröffentlichte 1998 ihren Song Gesche Gottfried, in dessen Refrain es heißt: „Ich spucke nicht auf deinen Stein“.
- „Der Engel von Bremen“ im Musical Nachts in Bremen
- Im Lied "Spuckstein" auf dem Album "20 Jahre Drehorgel" der Bremer Punkband Team Scheisse ist der Spuckstein zentrales Mittel. Auch wenn auf Gesche Gottfried darin in keiner Art referenziert wird.

Comic
- Gift (2010), von Peer Meter und Barbara Yelin, Verlag Reprodukt, ISBN 978-3-941099-41-8

Multimedia-Präsentation
- Die Multimedia-Installation „Arsen & Sterben“ in der Krimibibliothek der Stadtbibliothek Bremen / Ein Gemeinschaftsprojekt der Stadtbibliothek Bremen mit der HAW Hamburg[14][15]